# Décès en février 2008
Décès
- 2004
- 2005
- 2006
- 2007
- 2008
- 2009
- 2010
- 2011
- 2012

Pour une information complémentaire, voir la page d'aide.

## Février 2008
| Date        | Nom                                   | Activités | Âge  |                           |
| ----------- | ------------------------------------- | --- | ---- | ------------------------- |
| 1er février | Katoucha Niane                        | Mannequin guinéenne. | 48   |                           |
| 1er février | Hélio Quaglia Barbosa                 | Juriste brésilien. Membre de la Cour suprême du Brésil depuis 2004.                                                              | 66   | (pt)                      |
| 1er février | Władysław Kawula (en)                 | Footballeur polonais. | 70   | (pl)                      |
| 1er février | Shell Kepler (en)                     | Actrice américaine. | 49   | (en)                      |
| 1er février | Daoud Soumain                         | Général tchadien. Chef d'état-major de l'armée tchadienne.                                                                       | ?    |                           |
| 1er février | Roger Testu                           | Dessinateur et caricaturiste français.                                                                                           | 94   |                           |
| 1er février | Wilber Varela                         | chef de cartel colombien. | 50   | (es)                      |
| 2 février   | Gus Arriola                           | Auteur de bande dessinée américain                                                                                               | 90   | (en)                      |
| 2 février   | Ahmad Bourghani                       | Homme politique iranien. | 48   | (en)                      |
| 2 février   | Earl Butz                             | Homme politique américain. Secrétaire à l'Agriculture des présidents Nixon et Ford (1971-1976).                                  | 98   | (en)                      |
| 2 février   | Heinrich Dahlinger                    | Handballeur allemand. | 85   | (de)                      |
| 2 février   | Joshua Lederberg                      | Généticien et microbiologiste, pionnier des biotechnologies, prix Nobel de physiologie ou médecine en 1958.                      | 82   |                           |
| 2 février   | Barry Morse                           | Acteur, réalisateur et scénariste canadien d'origine britannique.                                                                | 89   |                           |
| 3 février   | Raymond Blondy                        | Acteur et directeur de production français.                                                                                      | 100  |                           |
| 3 février   | Samuel Boyle (en)                     | Journaliste américain. Chef du bureau de New York de l'Associated Press (1981-2002).                                             | 59   |                           |
| 3 février   | René Gagès                            | Architecte français. Concepteur du Centre d'échange de Perrache à Lyon (1968-1973).                                              | 87   |                           |
| 3 février   | Jorge Liderman (en)                   | Compositeur américain d'origine argentine.                                                                                       | 50   | (en)                      |
| 3 février   | Jackie Orszaczky                      | Musicien australien d'origine hongroise.                                                                                         | 59   | (en)                      |
| 3 février   | Marc Pulvar                           | Syndicaliste français. | 71   |                           |
| 4 février   | Augusta Dabney (en)                   | Actrice américaine. | 89   |                           |
| 4 février   | Tata Güines                           | musicien cubain | 77   | (en)                      |
| 4 février   | Stefan Meller                         | Diplomate polonais. Ministre des Affaires étrangères en 2005–2006.                                                               | 66   |                           |
| 4 février   | Novak Roganović                       | Footballeur yougoslave puis serbe.                                                                                               | 76   |                           |
| 4 février   | Peter Thomas (baron Thomas de Gwydir) | Homme politique britannique. | 87   | (en)                      |
| 4 février   | Charley van de Weerd (en)             | Footballeur néerlandais. | 86   |                           |
| 5 février   | Zoran Antonijević                     | Footballeur yougoslave devenu entraineur                                                                                         | 62   | (bo)                      |
| 5 février   | Kenny Konz (en)                       | Joueur américain de football U.S. Defensive back des Cleveland Browns de 1953 à 1959.                                            | 79   | (en)                      |
| 5 février   | Claude Lussan                         | Avocat français. | 97   |                           |
| 5 février   | Jacky Nardin                          | Footballeur français. | 58   |                           |
| 5 février   | Maharishi Mahesh Yogi                 | Fondateur de la Méditation transcendantale                                                                                       | 91   |                           |
| 6 février   | John Grimsley (en)                    | Joueur américain de football U.S. Ancien linebacker des Houston Oilers et des Miami Dolphins.                                    | 45   | (en)                      |
| 6 février   | Emmanuel Jouanne                      | Auteur de science-fiction français.                                                                                              | 47   |                           |
| 6 février   | Lucien Martin                         | Joueur de Rugby à XV français.                                                                                                   | 87   |                           |
| 6 février   | Dieter Noll (en)                      | Écrivain allemand. | 80   | (de)                      |
| 6 février   | Ruth Stafford Peale                   | Écrivain américaine. | 101  | (en)                      |
| 6 février   | Tony Rolt                             | Pilote automobile britannique. Vainqueur des 24 heures du Mans 1953.                                                             | 89   | (en)                      |
| 6 février   | Gwenc’hlan Le Scouëzec                | « Grand druide » du Gorsedd de Bretagne.                                                                                         | 78   |                           |
| 7 février   | Hugo Bagnulo                          | Footballeur uruguayen devenu entraineur et sélectionneur de son pays.                                                            | 92   | (es)                      |
| 7 février   | Andrew Bertie                         | Grand maître de l'ordre souverain de Malte.                                                                                      | 78   | (ml)                      |
| 7 février   | Alberto (en)                          | Homme politique péruvien. Premier Ministre du Pérou de 1999 à 2000.                                                              | 57   |                           |
| 7 février   | Hoang Minh Chinh                      | Dissident vietnamien. | 85   | (vi)                      |
| 7 février   | Roger Combrisson                      | Maire de Corbeil-Essonnes de 1959 à 1992, ancien député, ancien conseiller général.                                              | 85   |                           |
| 7 février   | Zygmunt Garłowski                     | Footballeur polonais. | 58   | (pl)                      |
| 7 février   | André Hédan                           | Colonel de l'armée française. | 91   |                           |
| 7 février   | Sławomir Kuplowicz                    | Pianiste polonais. | 56   |                           |
| 7 février   | Benny Neyman (en)                     | Chanteur néerlandais. | 56   |                           |
| 7 février   | Gaï Severine                          | Scientifique et académicien russe.                                                                                               | 81   | (ru)                      |
| 7 février   | Frank Wayman (en)                     | Footballeur britannique. | 76   | (en)                      |
| 8 février   | Eva Dahlbeck                          | Actrice et écrivain suédoise. | 87   | (se)                      |
| 8 février   | Frank Dixon                           | Médecin américain. Pionnier de l'immunologie.                                                                                    | 87   |                           |
| 8 février   | Alvar Ellegård                        | linguiste suédois. Professeur à l'université de Stockholm.                                                                       | 88   |                           |
| 8 février   | Robert Jastrow                        | Astrophysicien américain. | 82   | (en)                      |
| 8 février   | Phyllis Whitney                       | Écrivain américaine. | 104  |                           |
| 9 février   | Baba Amte                             | Fondateur du village communautaire d’Anandwan.                                                                                   | 93   | (en)                      |
| 9 février   | Frans Brands                          | Coureur cycliste belge. | 67   |                           |
| 9 février   | Genaro Celayeta                       | Footballeur espagnol. | 53   | (es)                      |
| 9 février   | Robert DoQui                          | Acteur américain | 73   | (hu)                      |
| 9 février   | Mindroling Trichen Rinpoché           | Lama tibétain. Chef des cérémonies de l'école Nyingma du bouddhisme tibétain.                                                    | 78   |                           |
| 9 février   | Guy Tchingoma (en)                    | Footballeur gabonais. | 22   | (en)                      |
| 10 février  | Walter Bitterlich                     | Ingénieur forestier autrichien. Spécialiste de la sylviculture.                                                                  | 99   | (de)                      |
| 10 février  | Kirk Browning                         | Réalisateur américain. | 86   | (en)                      |
| 10 février  | Steve Gerber                          | Scénariste américain de bande dessinée.                                                                                          | 60   | (en)                      |
| 10 février  | Ove Jørstad (en)                      | Footballeur international norvégien.                                                                                             | 37   | (no)                      |
| 10 février  | Ron Leavitt                           | Scénariste américain de télévision.                                                                                              | 60   | (en)                      |
| 10 février  | Dario Lodigiani (en)                  | Joueur américain de baseball. | 91   | (en)                      |
| 10 février  | Peter Marginter (en)                  | Écrivain autrichien. | 73   |                           |
| 10 février  | Inga Nielsen                          | Soprano danoise. | 61   | (da)                      |
| 10 février  | Roy Scheider                          | Acteur américain. | 75   |                           |
| 11 février  | Freddie Bell                          | Chanteur américain de rhythm and blues.                                                                                          | 76   |                           |
| 11 février  | Emilio Carballido                     | Dramaturge mexicain. | 82   | (es)                      |
| 11 février  | Tom Lantos                            | Homme politique américain. | 80   | (en)                      |
| 11 février  | Jean Prouff                           | Footballeur puis entraîneur français.                                                                                            | 88   |                           |
| 11 février  | Alfredo Reinado                       | Militaire est-timorais. L'un des leaders de la rébellion au Timor oriental.                                                      | 39   |                           |
| 11 février  | Boris Schreiber                       | Écrivain français. | 84   |                           |
| 12 février  | Wilson Hermosa González               | Musicien et compositeur bolivien (Los Kjarkas).                                                                                  | 64   | (en)                      |
| 12 février  | David Groh                            | Acteur américain. | 68   | (en)                      |
| 12 février  | Thomas Grosser (en)                   | Footballeur allemand. | 42   |                           |
| 12 février  | Clément Hurel                         | Affichiste Français. | 80   |                           |
| 12 février  | Imad Moughniyah                       | Hauts responsables du Hezbollah libanais.                                                                                        | 45   | (en)                      |
| 12 février  | Badri Patarkatsichvili                | Chef de file de l’opposition en Géorgie.                                                                                         | 52   |                           |
| 12 février  | Semih Vaner                           | Politologue franco-turc. | 62   |                           |
| 13 février  | Kon Ichikawa                          | Cinéaste japonais. | 92   |                           |
| 13 février  | Michele Greco                         | Parrain italien de la Cosa nostra.                                                                                               | 83   | (it)                      |
| 13 février  | Rajendra Nath                         | Acteur indien. | 75   | (en)                      |
| 13 février  | Henri Salvador                        | Chanteur et guitariste de jazz français.                                                                                         | 90   |                           |
| 13 février  | Philip S. Corbet                      | Entomologiste britannique. | 78   | (en)                      |
| 13 février  | Roger Voisin                          | Trompettiste américain. | 89   | (en)                      |
| 14 février  | Sándor Csörgő                         | Mathématicien hongrois. | 60   |                           |
| 14 février  | Smoky Dawson                          | Chanteur australien de Musique country.                                                                                          | 94   | (en)                      |
| 14 février  | Irv Docktor                           | Artiste américain. | 89   | (en)                      |
| 14 février  | Joelle Séka                           | Chanteuse ivoirienne. | 37   |                           |
| 15 février  | Willie Bennett (en)                   | Auteur-compositeur-interprète canadien.                                                                                          | 56   | (en)                      |
| 15 février  | Ashley Callie (en)                    | Actrice sud-africaine. | 32   | (en)                      |
| 15 février  | Bruno Devoldère                       | Acteur français. | 60   |                           |
| 15 février  | Maria Dolors Laffitte                 | Chanteuse espagnole. | 59   |                           |
| 15 février  | Marijan Oblak (en)                    | Homme d'Église croate. Ancien archevêque de Zadar.                                                                               | 88   |                           |
| 15 février  | Mikhaïl Solomentsev                   | Homme politique soviétique. Président du Conseil des ministres de la Russie (1971–1983).                                         | 94   | (ru)                      |
| 15 février  | Inge Thun                             | Footballeur international norvégien.                                                                                             | 62   | (no)                      |
| 16 février  | Fabio Presca                          | Basketeur italien. | 77   | (it)                      |
| 16 février  | Brendan Hughes                        | Officier commandant nord-irlandais de l'IRA.                                                                                     | 59   | (en)                      |
| 16 février  | Jerry Karl                            | Pilote automobile américain. | 66   | (en)                      |
| 16 février  | Boris Khmelnitsky                     | Acteur russe. | 67   | (en)                      |
| 16 février  | James Orange (en)                     | Militant américain du Mouvement des droits civiques.                                                                             | 65   |                           |
| 16 février  | Oreste Grossi                         | Rameur d'aviron italien. | 95   | (it)                      |
| 16 février  | Mary Ann Shaffer                      | Écrivain américaine. | 73   |                           |
| 17 février  | Alain Ayache                          | Patron de presse français (groupe Ayache).                                                                                       | 71   |                           |
| 18 février  | Pierre Bichet                         | Artiste peintre et cinéaste français.                                                                                            | 85   |                           |
| 18 février  | Gaston Bogaert                        | Artiste peintre et écrivain franco-belge.                                                                                        | 89   |                           |
| 18 février  | Mickey Renaud                         | Joueur de hockey junior Canadien.                                                                                                | 19   | (cs)                      |
| 18 février  | Alain Robbe-Grillet                   | Écrivain et cinéaste français. Membre de l'Académie française.                                                                   | 85   |                           |
| 18 février  | K.R.H. Sonderborg                     | Artiste peintre et musicien danois.                                                                                              | 84   |                           |
| 18 février  | Alec Wildenstein                      | Copropriétaire et gérant de l’écurie Wildenstein. Fils aîné de Daniel Wildenstein.                                               | 67   | (en)                      |
| 19 février  | Jean-Michel Bertrand                  | Ancien maire de Bourg-en-Bresse.                                                                                                 | 64   |                           |
| 19 février  | Natalia Bessmertnova                  | Danseuse étoile russe. | 66   | (en)                      |
| 19 février  | Norbert Boucq                         | Footballeur puis entraîneur français.                                                                                            | 75   |                           |
| 19 février  | Jean Demachy                          | Journaliste français | 82   |                           |
| 19 février  | Lydia Shum Din-Ha                     | Senior artistes de Hong Kong. | 62   | (en)                      |
| 19 février  | Egor Letov                            | Chanteur, auteur-compositeur russe.                                                                                              | 43   | (en)                      |
| 19 février  | Teo Macero                            | Saxophoniste de jazz américain.                                                                                                  | 82   | (en)                      |
| 19 février  | Peter Pianto (en)                     | Footballeur australien de football australien.                                                                                   | 78   |                           |
| 19 février  | David Watkin                          | Directeur de la photographie (cinéma) britannique.                                                                               | 82   | (en)                      |
| 20 février  | Piet Dam                              | Pilote automobile néerlandais. Cinq fois champion de rallycross.                                                                 | 61   |                           |
| 20 février  | Emily Perry (en)                      | Actrice britannique. | 100  |                           |
| 20 février  | Bernard Quinquet                      | Prêtre catholique français. | 87   |                           |
| 20 février  | Bobby Lee Trammell                    | Musicien et homme politique américain.                                                                                           | 74   | (en)                      |
| 21 février  | Soufi Abou Taleb                      | Homme d'État égyptien, président de la République égyptienne par intérim du 6 au 14 octobre 1981                                 | 83   | (en) ndia-32078520080221] |
| 21 février  | Paul-Louis Carrière                   | Homme d'Église français. Archevêque de Laval de 1969 à 1984.                                                                     | 99   |                           |
| 21 février  | Jerzy Flisak                          | graphiste, Illustrateur et dessinateur polonais.                                                                                 | 78   |                           |
| 21 février  | Joe Gibbs                             | Producteur de reggae jamaïcain.                                                                                                  | 65   | (en)                      |
| 21 février  | Ana González (en)                     | Actrice chilienne. | 92   | (es)                      |
| 21 février  | Robin Moore                           | Écrivain américain. | 82   | (en)                      |
| 21 février  | Léopold Ritondale                     | Ancien Maire de Hyères. | 86   |                           |
| 21 février  | Emmanuel Sanon                        | Footballeur international haïtien et sélectionneur de son pays.                                                                  | 56   |                           |
| 21 février  | Nicole van de Kerchove                | Navigatrice française | 62   |                           |
| 22 février  | Rubens de Falco                       | Acteur brésilien. | 76   | (pt)                      |
| 22 février  | Pierre de Villemarest                 | Résistant, membre des services de contre-espionnage français, journaliste, écrivain français.                                    | 85   |                           |
| 22 février  | Nunzio Gallo                          | Chanteur et acteur italien. | 79   | (en)                      |
| 22 février  | Dennis Letts (en)                     | Acteur américain d'origine britannique. Professeur à l'université de l'Oklahoma à Durant.                                        | 73   | (en)                      |
| 22 février  | Oswaldo Louzada                       | Acteur brésilien | 95   | (pt)                      |
| 22 février  | Emilio Rodrigué                       | Psychanalyste argentin. | 85   | (es)                      |
| 22 février  | Tsuneyo Toyonaga                      | Supercentenaire japonais. Doyen des Japonais.                                                                                    | 113  | (pt)                      |
| 23 février  | Bio                                   | Footballeur brésilien. | 54   | (es)                      |
| 23 février  | Joaquim Pinto de Andrade              | Homme politique angolais. Président honoraire du MPLA, Président du PRD (en).                                                    | 81   | (pt)                      |
| 23 février  | Janez Drnovšek                        | homme politique slovène. Premier ministre de Slovénie (1992-2002), puis Président de la République (2002-2007).                  | 57   |                           |
| 23 février  | Josep Palau i Fabre                   | Écrivain espagnol. | 90   | (es)                      |
| 23 février  | Paul Frère                            | Journaliste et pilote automobile belge. Vainqueur des 24 heures du Mans 1960.                                                    | 91   |                           |
| 23 février  | Denis Lazure                          | Psychiatre et homme politique québécois.                                                                                         | 82   |                           |
| 23 février  | Henk Romijn Meijer                    | Écrivain néerlandais. | 78   | (nd)                      |
| 23 février  | Paul Roux-Fouillet                    | Directeur honoraire de la Bibliothèque Sainte-Geneviève de Paris et de la Bibliothèque interuniversitaire de pharmacie de Paris. | 87   |                           |
| 23 février  | Louis Trabuc                          | Artiste peintre français. | 79   |                           |
| 23 février  | Gentil Ferreira Viana                 | Homme politique angolais. | 73   | (pt)                      |
| 23 février  | Joanna Wizmur                         | Actrice et réalisatrice polonaise.                                                                                               | 50   |                           |
| 24 février  | Alan Dargin                           | Musicien aborigène australien.                                                                                                   | 40   | (en)                      |
| 24 février  | Davina Ingrams                        | championne paralympique britannique de natation et membre héréditaire de la Chambre des lords.                                   | 69   |                           |
| 24 février  | Larry Norman (en)                     | Chanteur et compositeur américain de rock chrétien.                                                                              | 60   | (en)                      |
| 24 février  | Pearl Witherington                    | Résistante française. | 93   |                           |
| 25 février  | Ashley Cooper (en)                    | Pilote automobile australien (V8 Supercars Australia).                                                                           | 27   | (en)                      |
| 25 février  | Françoise Javet                       | Monteuse de Cinéma française. | 86   |                           |
| 25 février  | Hans Raj Khanna (en)                  | Juristeindien. Juge à la Cour suprême de l'Inde de 1971 à 1977.                                                                  | 95   | (en)                      |
| 26 février  | Mira Alečković                        | Poète serbe. | 84   |                           |
| 26 février  | Jean Chalopin                         | Homme politique français. Ancien maire de Chemillé, ancien député.                                                               | 87   |                           |
| 26 février  | Tyronne Fernando                      | Homme politique srilankais. Ministre des Affaires étrangères de 2001 à 2004.                                                     | 66   | (en)                      |
| 26 février  | Buddy Miles                           | Chanteur et batteur américain de rock, jazz et funk.                                                                             | 60   | (en)                      |
| 26 février  | Dan Shomron                           | Militaire israélien. Commandant de l’opération « Entebbe ».                                                                      | 70   | (en)                      |
| 26 février  | Georges Tabaraud                      | Journaliste français. | 94 ? |                           |
| 26 février  | Bodil Udsen                           | Actrice danoise. | 83   | (en)                      |
| 27 février  | William F. Buckley, Jr.               | Animateur de télévision, journaliste, écrivain et homme politique américain.                                                     | 82   |                           |
| 27 février  | Enrico Candiani                       | Footballeur italien. | 89   |                           |
| 27 février  | Boyd Coddington                       | Designer automobile américain.                                                                                                   | 63   | (en)                      |
| 27 février  | Raymond Van Dormael                   | Footballeur belge. | 80   |                           |
| 27 février  | Hubert Gignoux                        | Metteur en scène et comédien français. Premier directeur du Théâtre national de Strasbourg.                                      | 93   |                           |
| 27 février  | Ivan Rebroff                          | Chanteur allemand. | 76   |                           |
| 27 février  | Barbara Seaman                        | Féministe et journaliste américaine.                                                                                             | 72   | (en)                      |
| 27 février  | Maud Sulter                           | Photographe et femme de lettres ghanéo-écossaise.                                                                                | 47   | (en)                      |
| 28 février  | Michel Bataille                       | Écrivain français. | 81   |                           |
| 28 février  | Joseph Juran                          | Ingénieur américain. | 103  | (en)                      |
| 28 février  | Philip Rabinowitz                     | coureur sud-africain. | 104  | (en)                      |
| 28 février  | Gérard Calvet                         | Abbé français du Barroux. | 80   |                           |
| 28 février  | Suzanne Goodwin                       | Romancière britannique. | 91   | (en)                      |
| 28 février  | Julian Rathbone                       | Romancier britannique. | 73   | (en)                      |
| 28 février  | Mike Smith                            | Chanteur britannique, membre du groupe Dave Clark Five                                                                           | 65   | (en)                      |
| 28 février  | André Verhalle                        | Escrimeur belge. | 84   |                           |
| 29 février  | Sergio Corrieri                       | Acteur et directeur de théâtre cubain                                                                                            | 69   | (es)                      |
| 29 février  | Vitaly Fedortchouk                    | Général de l'armée, responsable des services de renseignement de l'Union soviétique, directeur-général du KGB.                   | 89   | (en)                      |
| 29 février  | Alain Gottvallès                      | Nageur français. | 65   |                           |
| 29 février  | Maurice Loirand                       | Artiste peintre français. | 85   |                           |